# パフヌティ・チェビシェフ
パフヌーティー・リヴォーヴィッチ・チェビシェフ（露: Пафну́тий Льво́вич Чебышёв [pɐfˈnutʲɪj ˈlʲvovʲɪtɕ tɕɪbɨˈʂof] ( 音声ファイル)、ラテン転写: Pafnuty Lvovich Chebyshev、1821年5月16日（ユリウス暦5月4日） - 1894年12月8日（ユリウス暦11月26日））は、ロシアの数学者。ラテン文字を用いる地域での姓の転写方法はさまざまであり、Chebychev、Chebyshov、Tchebycheff、Tschebyscheffなどがある。日本語表記もチビショフ、シェビチェフなど揺れが大きい（なおロシア語での発音はチブィショーフに近い）。

## 経歴

### 初期
チェビシェフはカルーガ州ボロフスク地区のオカトヴォという村で、9人兄弟の1人として生まれた。彼の父レフ・パーヴロヴィッチは裕福な地主であった。チェビシェフは当初、母のアグラフェーナ・イヴァーノヴナに読み書きを、いとこのアヴドーティヤ・クヴィンティリャーノヴナ・スーハレヴァにフランス語と算数を習った。チェビシェフはまた、音楽の教師も彼の正確さや解析的な考え方を高めてくれた重要な存在であるということを述べている。
チェビシェフは（原因は不明だが）身体障碍を持ち、これが彼の青年期における発達に影響を与えた。幼少期から彼は足を引きずる障碍があり、歩く際に杖をつく必要があったため、両親は彼を（一族の伝統となっていた）軍人にしようという考えを捨てた。彼の障碍は、彼を多くの子供たちが楽しんでいた遊びから遠ざけ、代わりに機械を作るということに人生の情熱を傾けることになった。
1832年、家族は年長の息子パフヌーティーとパーヴェル（彼は法律家になった）に教育を施すため、モスクワに転居した。教育は引き続き家庭で行われ、両親は彼に評判の高い教師をあてがった。その中には、数学と物理学の教師であったポゴレルスキー（小説家ツルゲーネフの家庭教師も務めた）が含まれる。

### 大学での研究
1837年夏、チェビシェフはモスクワ大学の入学試験に合格し、秋には同大学の第2哲学科で数学の勉強を始めた。彼が師事した教員にはブラシュマン、ツェルノフ、ペレヴォシュチノフなどが含まれるが、とりわけニコライ・ブラシュマンは彼に大きな影響を与えた。ブラシュマンは実践的な力学を教え、またおそらくフランスの技術者ジャン＝ヴィクトル・ポンスレの業績をチェビシェフに示したと思われる。1838年に完成させた「方程式の根の計算」に関する業績が認められ、1841年にチェビシェフは銀メダルを授与された。この研究の中で、チェビシェフはニュートン法に基づいたn次代数方程式の近似解法を導いた。同年、彼は「最も卓越した業績の候補」と言える研究を完成させた。
1841年、チェビシェフの経済的状況は劇的に変化した。ロシアに飢饉が発生し、彼の両親はモスクワを離れざるを得なくなったのだ。両親はこれ以上彼を支えることができなくなったが、彼は数学の研究を続ける道を選び、6ヶ月にわたって修士課程への入学試験に備えた。チェビシェフは1843年10月に最終試験を通過し、1846年には「確率論の初等的解析に関するエッセイ」という修士論文を提出した。彼の伝記を著したプルドニコフは、チェビシェフがその頃出版された確率論の書籍、またはロシアの保険業における収支に関する書籍で学んだ後に、確率論の分野に興味を持ったのではないかという説を示している。

### 壮年期
1847年、チェビシェフは「対数を援用した積分について」と題された論文をサンクトペテルブルク大学に提出し、同大学で講師の資格を得た。この頃、レオンハルト・オイラーの業績のいくつかがフスによって再発見され、ヴィークトル・ブニャコフスキーによって編纂されていた。ブニャコフスキーはチェビシェフに対してこれらの研究を行うよう勧め、このことはチェビシェフの業績に影響を与えた。1848年、彼は「合同の理論」と題した博士論文を提出、1849年5月に学位を得た。1850年にはサンクトペテルブルク大学の特任教授に推挙され、1860年には（通常の）教授職を得た。25年にわたる教育業績により、1872年には功労教授となった。1882年、彼は大学を辞して残りの人生を研究に捧げた。
また1852年から1858年にかけて、彼はサンクトペテルブルク南郊のツァールスコエ・セロー（現在のプーシキン）にあったツァールスコエ・セロー・リセで実践的力学の講義を担当した。
科学的な業績により、彼は1856年に科学アカデミーの準会員に推挙された。同年には特別会員、1858年には正会員となった。同じく1858年にはモスクワ大学名誉会員にもなり、その他にもいくつかの名誉職を得た。1856年には教育省の科学委員会に加わった。1859年には科学アカデミーの兵器部門の常任委員に任命され、さらに委員長として砲術や射撃理論に関連した問題を扱うことになった。フランス科学アカデミーは1860年に彼を通信会員に、また1874年には外国人正会員に加えた。1893年、チェビシェフは（その3年前に設立された）サンクトペテルブルク数学会の名誉会員に推挙された。
チェビシェフは1894年11月26日、サンクトペテルブルクで死去した。

## 数学における功績
チェビシェフは確率論、統計学および数論における業績で知られている。チェビシェフの不等式は、標準偏差{\displaystyle \sigma }を持つ確率変数Xに対して、Xの実現値とXの平均値のずれが{\displaystyle a\sigma }以上になる確率は、決して1/{\displaystyle a^{2}}を超えないということを示している。すなわち、
{\displaystyle \Pr(|X-{\mathbf {E} }(X)|\geq a\,\sigma )\leq {\frac {1}{a^{2}}}}
チェビシェフの不等式は、大数の法則を証明するために用いられる。
ベルトラン＝チェビシェフの定理は、任意の{\displaystyle n>1}に対して{\displaystyle n<p<2n}なる素数が必ず存在するということを述べている。これはx以下の素数の数{\displaystyle \pi (x)}に関するチェビシェフの不等式（{\displaystyle \pi (x)}は{\displaystyle n/\log(n)}のオーダーであることを示す）から導かれる。より正確な形は、素数定理によって与えられる。

## 遺産
チェビシェフは、ロシアの数学の父とも言われている。彼の教え子の中には、ドミートリー・グラーヴェ、アレクサンドル・コルキン、アレクサンドル・リャプノフ、アンドレイ・マルコフなどがいる。en:Mathematics Genealogy Projectによると、チェビシェフの弟子は4000人にもなる。
彼の功績を記念して、月面にはチェビシェフの名を冠したクレーターがあり、また小惑星2010チェビシェフが存在する。